# 弦山街道
弦山街道，是中华人民共和国河南省信阳市光山县下辖的一个乡镇级行政单位。

## 行政区划
弦山街道下辖以下地区：
宝相寺街社区、朝阳寺街社区、文化街社区、七星湖街社区、千家堰社区、杨墩社区、吕围孜社区、张楼社区、胡围孜村、方楼村、神埂村、椿树岗村、上官岗村、闸上店村、杨墩村、大张村、龚寨村、韩楼村、横大路村、同心村、陈湾村、曾湾村和张寨村。

## 交通
- 京九铁路：光山站